# Maria Sander
Maria Sander, nata Maria Domagala (Dinslaken, 30 ottobre 1924 – Niederwahn, 12 gennaio 1999), è stata un'ostacolista e velocista tedesca.
Prese parte ai Giochi olimpici di Helsinki 1952 conquistando la medaglia d'argento nella staffetta 4×100 metri con le connazionali Ursula Knab, Helga Klein e Marga Petersen; ottenne anche il terzo posto negli 80 metri ostacoli e la quinta posizione nei 100 metri piani.
Quattro anni dopo partecipò ai Giochi olimpici di Melbourne 1956, ma non raggiunse la finale nella gara degli 80 metri ostacoli, ottenendo però il sesto posto nella staffetta 4×100 metri con Christa Stubnick, Gisela Köhler-Birkemeyer e Bärbel Mayer ed eguagliando il record del mondo durante le batterie di qualificazione con il tempo di 45"07.

## Palmarès
| Anno | Manifestazione  | Sede      | Evento                | Risultato     | Prestazione | Note  |
| ---- | --------------- | --------- | --------------------- | ------------- | ----------- | ----- |
| 1952 | Giochi olimpici | Helsinki  | 100 metri             | 5ª            | 12"27       |       |
| 1952 | Giochi olimpici | Helsinki  | 80 metri ostacoli     | Bronzo        | 11"38       |       |
| 1952 | Giochi olimpici | Helsinki  | Staffetta 4×100 metri | Argento       | 46"18       | =     |
| 1956 | Giochi olimpici | Melbourne | 80 metri ostacoli     | elim. qualif. | 11"22(w)    |       |
| 1956 | Giochi olimpici | Melbourne | Staffetta 4×100 metri | 6ª            | 47"29       | [ 1 ] |